# Megachile cliffordi
Megachile cliffordi är en biart som beskrevs av Rayment 1953. Megachile cliffordi ingår i släktet tapetserarbin, och familjen buksamlarbin. Inga underarter finns listade i Catalogue of Life.